# Пьеве-Тезино
Пьеве-Тезино (итал. Pieve Tesino) — коммуна в Италии, располагается в провинции Тренто, в области Трентино-Альто-Адидже.
Население составляет 681 человек (2011 г.), плотность населения составляет 10 чел./км². Занимает площадь 74 км². Почтовый индекс — 38050. Телефонный код — 0461.
В коммуне 15 августа особо празднуется Успение Пресвятой Богородицы. Покровителями коммуны почитаются святой Себастьян и святой Фабиан.

## Демография
Динамика населения:

## Администрация коммуны
- Официальный сайт: